# Magdalena Yodocono de Porfirio Díaz
Magdalena Yodocono de Porfirio Díaz pertenece al Estado de Oaxaca, en el sureste de México. 

## Historia
Acerca del municipio de Magdalena Yodocono, en sus Memorias, Don Porfirio Díaz escribe lo siguiente acerca de él:

Nací en la ciudad de Oaxaca el 15 de septiembre de 1830. Mi padre fue José Faustino Díaz y mi madre, su esposa, Petrona Mori. Aunque de origen español, mi padre era de los que llamamos raza criolla, es decir, con alguna mezcla de sangre india. Mis abuelos paternos fueron Manuel Díaz y Marcela Bohórquez, ambos de Oaxaca; y mis abuelos maternos Mariano Mori y Tecla Cortés, de Yodocono.

Mi bisabuelo materno vino de Asturias y se casó con una india del pueblo de Yodocono, parroquia de Tilantongo, Distrito de Nochixtlán, del Estado de Oaxaca; de manera que mi madre tenía media sangre india de raza mixteca. Después de algún tiempo mis abuelos maternos se establecieron en la ciudad de Oaxaca en donde se casó mi madre. Mi padre era herrador y veterinario de profesión

Según la tradición oral, en Yodocono vivió Petrona Mori, madre de Don Porfirio Díaz, expresidente de México entre 1877 y 1911.